# جکی دوگوئهپرو
جکی دوگوئهپرو (انگلیسی: Jacky Duguépéroux؛ زادهٔ ۲ ژانویهٔ ۱۹۴۸) بازیکن فوتبال سابق و مربی فوتبال فعلی، اهل فرانسه است.
از باشگاه‌هایی که در آن بازی کرده‌است می‌توان به باشگاه فوتبال استراسبورگ و باشگاه فوتبال والنسین اشاره کرد.

## افتخارات

### بازیکن
استراسبورگ
- لیگ ۱ ۱۹۷۸–۷۹ (به عنوان کاپیتان[۱])

### مربی
استراسبورگ
- جام اتحادیه باشگاه‌های فرانسه: ۱۹۹۷, ۲۰۰۵
- جام حذفی فوتبال فرانسه: ۲۰۰۱; نایب‌قهرمان ۱۹۹۵